# Географические названия Японии
Названия географических объектов Японии включают названия административно-территориальных единиц, населённых пунктов, природных объектов и исторических мест Японии.

## Административно-территориальные единицы
Япония имеет сложную многоуровневую систему административно-территориального деления, что нашло своё отражение в способе формирования топонимов, обозначающих соответствующие типы административной номенклатуры. Большинство названий административно-территориальных единиц Японии имеют в своём составе суффиксы — указатели данного типа административно-территориального уровня. Эти указательные суффиксы опускаются в случаях, когда очевидно, что речь идёт именно об этом географическом объекте.
- -кэн (-ken, 県) для префектуры; например, Яманаси-кэн;
- -тo (-to, 都, «столица»), для столичной префектуры — Токио-то;
- -фу (-fu, 府) — городская префектура, в настоящее время существует только две префектуры такого типа: Осака-фу и Киото-фу;
- -до (-dō道) — губернаторство, официально используется только в отношении Хоккайдо; неофициально используется наименование Токайдо (южная часть восточной Японии).

Вышеуказанная типология административно-территориальных единиц в Японии называется тодофукэн (都 道 府 県).
На нижестоящем после префектур уровне выделяются следующие типы территориальных образований:
- -гун (-gun, 郡) — уезд, существуют в недостаточно освоенных и заселённых районах;

Муниципалитеты, в которых выделяются следующие типы административных единиц:
- -си (-shi, 市) — город;
- -токубецу-ку — (-tokubetsu-ku, 東京都区部) — специальный городcкой район Токио; 23 специальных района Токио имеют значительно большую автономию, чем городские районы в других городах, что приближает их по статусу к независимым городам;
- -ку (-ku, 区) — городской район;
- -тё, -мати (-cho, -machi, 町) — посёлок;
- -мура, -сон (-mura,-son, 村) — село.

## Стороны света
Некоторые японские топонимы содержат формант, указывающий сторону света или направление:
- -тюо (-chūō, 中央) или -нака (-naka, 中) — «центральный, срединный»; например, Йокосука-тюо; Нака-Окатимати;
- -хигаси (-higashi, 東) — «восток»;
- -кита (-kita, 北) — «север»; например, Кита-ку, буквально: «Северный район»;
- -минами (-minami, 南) — «юг»;
- -ниси (-nishi, 西) — «запад»;
- -у (u, 右) («справа») и -са (-sa, 左) («слева»), направления относительно Императорского дворца в Киото (и с точки зрения Императора, который стоит лицом на юг, поэтому «сa» означает «восток», и «у» — запад) : Сакё-ку, Укё-ку.

## Отношения
Некоторые топонимы содержат форманты, обозначающие отношение данного объекта к другому, имеющему совпадающее или схожее название:
- -хон или -мото (-hon или -moto, 本) — «оригинал, подлинник»; например, Футю Хонмачи (Fuchu Honmachi); Мото Хатиодзи (Moto Hachiōji);
- -син (-shin, 新) — новый.

## Географические объекты
Структура японских топонимов сходна с китайской: в состав топонима часто входят форманты, обозначающие идентификатор класса географического объекта:
- -хама (-hama, 浜) для пляжа, например Хамамацу;
- -ханто (-hantō, 半島) для полуострова, например, Идзу-ханто;
- -иси (-ishi, 石) или -ива (-iwa, 岩) для скалы, например, префектура Исикава, префектура Ивате;
- -идзуми (-izumi, 泉) для весны, например, Хираидзуми;
- -какуё (-kaikyō, 海峡) для пролива, например, Бунго;
- -кава (-kawa, 川) или -гава (-gawa, 河) для реки; например, Асакава;
- -ко (-ko, 湖) для озера, например, Бива-ко;
- -нада (-nada, 灘) для моря;
- -ока (-oka, 岡) для холма, например, Фукуока;
- -саки (-saki, 崎) или -мисаки (-misaki,岬) для мыса, например, город Миядзаки;
- -сан или -зан (-san или -zan, 山) или -яма для горы, например, префектура Яманаси, Асо-сан;
- -сава или -зава (-sawa или -zawa, 沢) для болота, например, Мидзусава;
- -сима или -дзима (-shima или -jima, 島) или -то (-tō) для острова, например, Иодзима, Окинава-хонто;
- -тани или -дани (-tani или -dani, 谷) для долины;
- -ван (-wan, 湾) для мыса или залива; например, Сагами-ван.

## Природные объекты
В составе японских топонимов встречаются также форманты, отражающие различные природные, в том числе сельскохозяйственные, объекты.
- -ки или -ги (-ki или -gi, 木) — «дерево»; например, префектура Тотиги;
- -мацу (-matsu, 松) — «сосна»; например, Такамацу;
- -мори (-mori, 森) — «лес»; например, префектура Аомори;
- -суги (-sugi, 杉) — «дерево суги»; например, Сугинами;
- -та или -да (-ta или -da, 田) — «заливное поле»; например, Ода.

## Существовавшие ранее провинции
Названия и фрагменты названий ранее существовавших провинций являются формантами многих современных топонимов Японии:
- Ямато: Ямато-Корияма, в префектуре Нара;
- Хитати: Хитатинака, город в префектуре Ибараки;
- Река Сагами в префектуре Канагава;
- Танго: полуостров Танго в Киото;
- Тюэцу, часть префектуры Ниигата, известная землетрясением 2004 года: название включает фрагмент названия провинции Этиго (как и многие другие названия мест в регионе).

## Средневековая Япония
Города средневековой Японии делились на три категории: города-замки, почтовые города, портовые города. Кроме того, рост торговли способствовал появлению новых топонимов. Со средневековой Японией связаны следующие форманты:
- -ити (-ichi, 市)- «рынок», например, Йоккаити: «рынок четвёртого дня»;
- -дзё (-jō, 城) — «замок». Названия мест, связанные с замком, такие как Дзёхоку (к северу от замка), Дзёсаи (западнее замка) или Дзёнан (к югу от замка), распространены во всей Японии;
- -минато (-minato, 港) — «гавань», например, Минато;
- -суку или -дзюку (-shuku или -juku, 宿), «почтовый город» или станция на исторически сложившемся пути, например, Синдзюку.

## Хоккайдо
Многие топонимы на острове Хоккайдо происходят из языка айнов, поскольку колонизация Хоккайдо происходила в период Эдо (1603—1868) и период Мэйдзи (1868—1912). Типичными айнскими формантами являются -най (-nai) и -бецу (-betsu), что означает «река», как, например. в топонимах Вакканай и Ноборибецу. Название Эсаси происходит от айнского слова эууси, что означает «мыс». Некоторые топонимы Хоккайдо привнесены переселенцами из других регионов Японии, как например, Китахиросима («Северная Хиросима») и Дате.
Во время правления сёгунов (1185—1867) семьи самураев часто использовали названия мест в качестве своих фамилий. Примерами являются клан Асикага и клан Тайра.

## Окинава
Многие топонимы в префектуре Окинава имеют происхождение из рюкюских языков. Административный центр префектуры Наха на окинавском языке именуется «Наафа». Название города Урума, вошедшего в состав префектуры в 2005 году, происходит от древнего названия острова Окинава, что означает «остров кораллов», и его название записано хираганой, а не кандзи. В окинавском языке -ниси означает «север», а не «запад», как в стандартном японском, поэтому название Нисихара означает «северное поле» применительно к его положения относительно Сюри — прежней столицы королевства Рюкю; в свою очередь, «запад» на окинавском — -ири, этот формант появляется в названии острова Ириомоте. Формант Гусуку (城), что означает «замок», также распространён в топонимах на Окинаве — например, Томигусуку, Накагусуку и Китанакагусуку. В топонимах Тятан и Йомитан формант -тани (谷, «долина») трансформируется в -тан; кроме того, в топониме Тятан происходит переход форманта -кита (北) в окинавское -тя.

### На русском языке
- Аболмасов А. П. Словарь японских географических названий / А. П. Аболмасов, Л. А. Немзер. — М.: ГИС, 1959. — 581 с.
- Жучкевич В. А. Общая топонимика. Издание 2-е, исправленное и  дополненное. — Минск: Вышэйная школа, 1968. — С. 432.
- Поспелов Е. М. Географические названия мира. Топонимический словарь / отв. ред. Р. А. Агеева. — 2-е изд., стереотип. — М.: Русские словари, Астрель, АСТ, 2002. — 512 с. — 3000 экз. — ISBN 5-17-001389-2.

### На других языках
- Louis Frédéric, Käthe Roth. Japan Encyclopedia. — Harvard University Press Reference Library: Belknap, 2002. — ISBN 9780674017535.